# Antikomintern
Die Antikomintern war eine nationalsozialistische Propagandaorganisation, die nach der „Machtergreifung“ im Herbst 1933 gegründet wurde. Ihre Bezeichnung zielte auf eine Wahrnehmung als Gegenpol zur Kommunistischen Internationale (Komintern) ab. Der bereits 1932 von Eberhard Taubert gegründete Verein Gesamtverband Deutscher antikommunistischer Vereinigungen diente als Fassade, tatsächlich war die Antikomintern eine Dienststelle des Propagandaministeriums, in dem Eberhard Taubert Referent für „Gegnerbekämpfung“ war.
Die Propaganda der Antikomintern war gegen die Sowjetunion und den Bolschewismus gerichtet und sollte demgegenüber Sympathien für den NS-Staat gewinnen. Eine zentrale Stellung nahmen dabei antisemitische Elemente ein, im Sinne der These von der „jüdisch-kommunistischen Weltverschwörung“, nach der Juden den Marxismus und Kommunismus als Mittel zur Erlangung der Weltherrschaft erfunden hätten. Zudem wurden in den Publikationen Kommunisten als Schädlinge, Insekten oder Bazillen entmenschlicht. Als Autoren fungierten oftmals russische Emigranten sowie ehemalige Sozialisten und Kommunisten, die sich von ihrer früheren Ideologie abgewendet hatten. Die Werke erschienen im eigens für die Antikomintern gegründeten Nibelungen-Verlag.
Nach dem deutsch-sowjetischen Nichtangriffspakt von 1939 stellte die Antikomintern ihre Aktivität ein. Sie wurde jedoch nach dem Überfall auf die Sowjetunion im Rahmen des „Generalreferats Ost“ im Propagandaministerium wiederaufgenommen. Nach 1945 setzte Eberhard Taubert die antikommunistische Propaganda im Volksbund für Frieden und Freiheit fort, wobei er jedoch auf die antisemitischen Elemente verzichtete.

## Zielsetzung

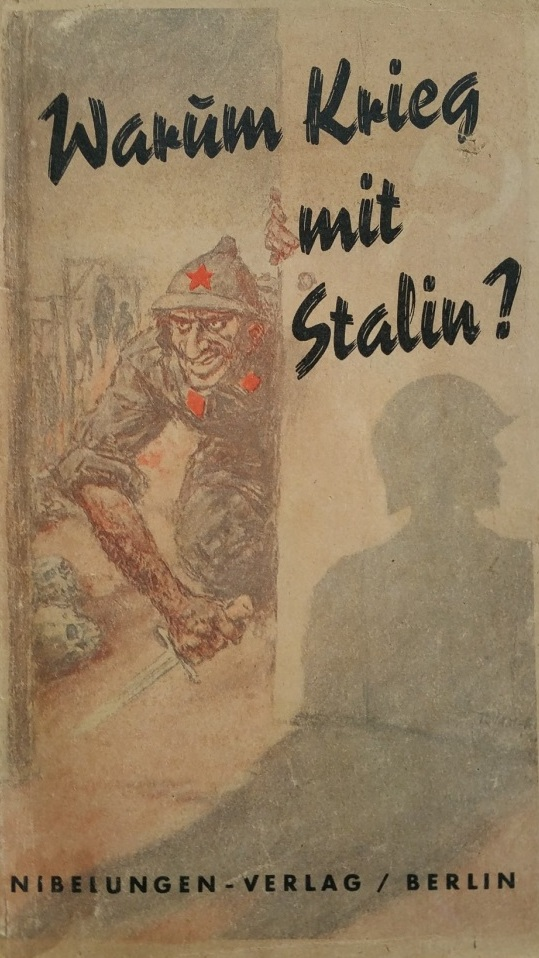
Propagandaschrift der Antikomintern zur Rechtfertigung des Krieges gegen die Sowjetunion (1941)

Die Antikomintern sollte die nationalsozialistische Propaganda gegen die Sowjetunion koordinieren.
Die Nationalsozialisten erhofften sich durch eine Verstärkung der antisowjetischen Propaganda und den Ausbau des Bildes von Deutschland als Bollwerk, das Europa vor dem Bolschewismus verteidigt, im Ausland Sympathien.
Die Initiative zur Gründung ging vom Reichsministerium für Volksaufklärung und Propaganda aus. Ziel des „Gesamtverbandes“ war es, alle Organisationen, Verbände und Personen, die gegen den sowjetischen Kommunismus eingestellt waren, im „ideellen Kampf“ (Zitat aus dem Satzungsentwurf) zusammenzuschließen.

## Vorsitzender Adolf Ehrt
Am 7. September 1933 wurde Adolf Ehrt erster Vorsitzender des Gesamtverbandes. Finanziert wurde die Tätigkeit der Organisation vollständig vom Propagandaministerium. Leiter des Referats Anti-Komintern im Reichsministerium für Volksaufklärung und Propaganda war Eberhard Taubert.
Aufgrund eines Machtkampfes mit dem Außenpolitischen Amt der NSDAP (Leiter: Alfred Rosenberg, Leiter der Ostabteilung: Georg Leibbrandt) und eines Erlasses von Reinhard Heydrich legte Ehrt am 17. März 1937 sein Amt nieder.
Nach Kriegsende war Ehrt, wie auch andere Mitglieder des ehemaligen Wirtschaftsstabes Ost des Oberkommandos der Wehrmacht, für den britischen Secret Intelligence Service zu Wirtschaftsangelegenheiten der Sowjetunion tätig. 1956 wurde diese Arbeitsgruppe mit der „Organisation Gehlen“ zusammengefasst, bei der Ehrt bis zu seiner Pensionierung blieb.

## Aktivitäten

### Der Nibelungenverlag
Zu Durchführung der eines Teils der Propagandaaktivitäten gründete das Propagandaministerium am 4. August 1934 den Hausverlag der Anti-Komintern, den Nibelungenverlag mit Sitz in Berlin und Leipzig. Geschäftsführer war Eberhard Taubert. Um als ernsthafter Verlag auch international anerkannt zu sein, brachte der Verlag als 1935 als erstes die Erinnerungen des amtierenden britischen Außenministers Samuel Hoare an seine Zeit als Leiter des britischen Geheimdienstes 1916/17 in Petrograd unter dem Titel »Das vierte Siegel« heraus.
Der „Gesamtverband Deutscher Antikommunistischer Vereinigungen e. V.“ beobachtete und übersetzte beispielsweise in der Sowjetunion erscheinende Presse und Rundfunksendungen, sammelte Berichte von dortigen Gewährsleuten, Meldungen von in- und ausländischen Nachrichtenagenturen (von der Deutschen Nachrichtenbüro GmbH bekam sie vertrauliches Rohmaterial), v. a. über die Verwaltung, Wirtschaft und Kultur der Sowjetunion, die Komintern und die alliierten Kriegsgegner.

### Allgemeines
Der Verband gab außerdem verschiedene Rundschreiben (z. B. „Antikomintern-Nachrichtendienst“, auch in anderen Sprachen, z. B. über den Spanischen Bürgerkrieg) und zahlreiche antikommunistische und -jüdische Druckschriften heraus, mehrere davon in Zusammenarbeit mit dem „Institut zur Erforschung der Judenfrage“.
1933 erschien in einer Auflage von 250.000 Exemplaren eine Schrift von Adolf Ehrt über einen angeblichen kommunistischen Aufstandsplan, in den auch die Sowjetunion verwickelt gewesen sein soll. („Bewaffneter Aufstand! Enthüllungen über den kommunistischen Umsturzversuch am Vorabend der nationalen Revolution“) Den Reichstagsbrand klammert das Buch aus, „um dem Prozeß nicht vorzugreifen“.
Im gleichen Jahr wurde die englische Übersetzung Communism in Germany veröffentlicht. Der Vertrieb in den U.S.A. wurde finanziert von der National Civic Federation, einem im Jahr 1900 von Ralph Easley gegründeten konservativen „think-tank“.
Größte Verbreitung (Auflage über 2 Millionen Exemplare) fand das Buch Der verratene Sozialismus von „Karl I. Albrecht“ (ein Pseudonym für Karl Matthäus Löw, ein ehemals höherer Funktionär der Sowjetunion).
1934 änderte die Komintern ihre bisherige Ausrichtung auf die Sozialdemokratie als Hauptfeind (These vom „Sozialfaschismus“) und stellte den Nationalsozialismus in den Mittelpunkt der propagandistischen Aktivitäten. Die antifaschistischen Kräfte sollten sich in „Volksfronten“ vereinigen und die diplomatische Isolierung der Sowjetunion dadurch aufheben. Daraufhin verstärkten sich ab Mitte 1934 auch die propagandistischen Bemühungen der NS-Regierung.
Am 4. August 1934 gründete das Propagandaministerium als Hausverlag der „Antikomintern“ die „Nibelungen-Verlag GmbH“ (Sitz: Berlin und Leipzig), als Verlagsleiter fungierte Eberhard Taubert.
Hitler begann ab 1935 (7. Komintern-Weltkongress in Moskau) verstärkt, den Antibolschewismus zu thematisieren, besonders massiv dann auf den Reichsparteitagen 1936 und 1937.
Geplant war, im Gegenzug einen antikommunistischen Weltkongress durchzuführen. Zur Vorbereitung gab der Verlag 1936 die Schrift Der Weltbolschewismus: Ein internationales Gemeinschaftswerk über die bolschewistische Wühlarbeit und die Umsturzversuche der Komintern in allen Ländern heraus.
1936 gründete Eberhard Taubert die Zeitschrift Contra-Komintern (Chefredakteurin: Melitta Wiedemann, die Tochter eines russlanddeutschen Kaufmanns, unter Goebbels Redaktionssekretärin des Angriff).
Ebenfalls 1936 veranstaltete die Antikomintern zusammen mit der NSDAP-Gauleitung München-Oberbayern die antibolschewistische Ausstellung „Der Bolschewismus ohne Maske“ im Deutschen Museum in München, die danach im Reichstag in Berlin als Dauerausstellung gezeigt wurde. 1938 verlegte man Abrechnung mit Moskau der früheren KPD-Reichstagsabgeordneten Maria Reese.
Im August 1939 wurden vom Propagandaministerium nach Abschluss des Nichtangriffspaktes mit Stalin antisowjetische Vorträge, Filme, Presseartikel und Bücher verboten. Die Antikomintern wurde aufgelöst, die Dauerausstellung im Reichstag abgebaut und die Zeitschrift Contra-Komintern umbenannt in Die Aktion (Untertitel: „Kampfblatt gegen Plutokratie und Völkerverhetzung“).
Nach dem Überfall auf die Sowjetunion änderte sich das Verbot wieder: 1941 gab der Nibelungen-Verlag die Rechtfertigungsschrift Warum Krieg mit Stalin? Das Rotbuch der Anti-Komintern heraus, obwohl diese gar nicht mehr bestand. Auch andere Schriften der Antikomintern wurden jetzt wieder in Grossauflagen nachgedruckt. Das Buch von „Karl I. Albrecht“ z. B. erreichte 1 Million und wurde über die vom Erfolgsautor eigens gegründete Buchhandlung Antikomintern vertrieben.
Bei den Bombenangriffen der Alliierten Luftstreitkräfte auf die Reichshauptstadt wurde 1943 das Hauptgebäude des Propagandaministeriums, der Fundus der Antikomintern, die Antikomintern-Buchhandlung und das Büro des Nibelungen-Verlages samt Verlagsakten zerstört. Am zweiten Verlagssitz Leipzig verbrannten fast alle Bücher. Nur wenige Aktenbestände des Propagandaministeriums zur Antikomintern sind erhalten und liegen heute im Bundesarchiv in Koblenz.
Der Verband gründete ferner ein sog. Institut zur wissenschaftlichen Erforschung der Sowjetunion, das seit 1934 ebenfalls im Nibelungen-Verlag publizierte, z. B. einen Antikomintern-Dienst bzw. Nachrichtendienst sowie zahlreiche Propaganda-Schriften.
Sitz des Gesamtverbandes war bis 1937 (neben anderen NSDAP-Organisationen) das 1933 beschlagnahmte Gebäude der „Dr.-Magnus-Hirschfeld-Stiftung“ (Institut für Sexualwissenschaft) in Berlin, Beethovenstraße 3 / In den Zelten 10 und 9a.